# Herb Zagórza
Herb Zagórza – jeden z symboli miasta Zagórz i gminy Zagórz w postaci herbu.

## Wygląd i symbolika
Herb przedstawia na tarczy niebieskiej z zieloną bordiurą serce barwy czerwonej przekłute krzyżem barwy czarnej i kotwicą tej samej barwy.
Symbolika herbu odnosi się bezpośrednio do cnót teologicznych. Barwa czerwona, serce – Miłość, barwa niebieska, krzyż – Wiarę, barwa zielona, kotwica – Nadzieję.